# Lega Nazionale B 2017-2018 (hockey su pista)
La Lega Nazionale B 2017-2018 è stato il torneo di secondo livello del campionato svizzero di hockey su pista per la stagione 2017-2018. Esso è stato organizzato dalla Federazione Svizzera di hockey su rotelle. La competizione è iniziata il 4 settembre 2016 e si è concluso il 12 maggio 2018.

## Squadre partecipanti
| Club                 | Stagione | Città             | Impianto                     | Stagione precedente                                                           |
| -------------------- | -------- | ----------------- | ---------------------------- | ----------------------------------------------------------------------------- |
| Gipf-Oberfrick       | dettagli | Gipf-Oberfrick    |                              | 7° in Lega Nazionale B, eliminato ai quarti di finale dei play-off promozione |
| Jet Ginevra          | dettagli | Ginevra           |                              | 6° in Lega Nazionale B, eliminato ai quarti di finale dei play-off promozione |
| Münsingen Wölfe      | dettagli | Münsingen         |                              | 4° in Lega Nazionale B, eliminato in semifinale dei play-off promozione       |
| Pully                | dettagli | Pully             |                              | 8° in Lega Nazionale B, eliminato ai quarti di finale dei play-off promozione |
| Uttigen Devils       | dettagli | Uttigen           | Rollhockey-Halle Grüeneblätz | 5° in Lega Nazionale B, eliminato ai quarti di finale dei play-off promozione |
| Vordemwald           | dettagli | Vordemwald        |                              | 3° in Lega Nazionale B, finalista dei play-off promozione                     |
| Vordemwald White Sox | dettagli | Vordemwald        |                              | In Lega Nazionale C                                                           |
| Wimmis               | dettagli | Wimmis            | Rollhockeyhalle Herrenmatte  | 9° in Lega Nazionale A, retrocesso                                            |
| Wolfurt              | dettagli | Wolfurt (Austria) | HockeyArena Wolfurt          | 2° in Lega Nazionale B, eliminato in semifinale dei play-off promozione       |

## Stagione regolare

### Classifica finale
|  | Pos. | Squadra              | Pt | G  | V  | VR | PR | P  | GF | GS  | DR  |
|  | ---- | -------------------- | -- | -- | -- | -- | -- | -- | -- | --- | --- |
|  | 1.   | Vordemwald           | 42 | 16 | 12 | 2  | 2  | 0  | 94 | 42  | +52 |
|  | 2.   | Wimmis               | 34 | 16 | 11 | 0  | 1  | 4  | 93 | 48  | +45 |
|  | 3.   | Wolfurt              | 33 | 16 | 12 | 2  | 2  | 1  | 93 | 48  | +45 |
|  | 4.   | Münsingen Wölfe      | 30 | 16 | 8  | 3  | 0  | 5  | 91 | 67  | +24 |
|  | 5.   | Uttigen Devils       | 28 | 16 | 8  | 2  | 1  | 5  | 73 | 85  | -12 |
|  | 6.   | Vordemwald White Sox | 16 | 16 | 5  | 0  | 1  | 10 | 42 | 72  | -30 |
|  | 7.   | Jet Ginevra          | 15 | 16 | 5  | 0  | 0  | 11 | 53 | 88  | -35 |
|  | 8.   | Gipf-Oberfrick       | 6  | 16 | 2  | 0  | 0  | 14 | 56 | 104 | -48 |
|  | 9.   | Pully                | 0  | 16 | 0  | 0  | 0  | 16 | 56 | 97  | -41 |

Legenda:
  Partecipa ai play-off promozione.
      Promosso in Lega Nazionale A 2018-2019.
      Retrocesse in Lega Nazionale C 2018-2019.
Note:
Tre punti a vittoria, due per la vittoria ai tiri di rigore, uno per la sconfitta ai tiri di rigore, zero a sconfitta.

## Play-off promozione

### Tabellone
|  | Quarti di finale | Quarti di finale     | Quarti di finale     | Quarti di finale | Quarti di finale |  |  | Semifinali | Semifinali      | Semifinali | Semifinali | Semifinali |  |  | Finale | Finale     | Finale |  |
|  |                  |                      |                      |                  |                  |  |  |            |                 |            |            |            |  |  |        |            |        |  |
|  | 1                | Vordemwald           | Vordemwald           | 11               | 7                |  |  |            |                 |            |            |            |  |  |        |            |        |  |
|  | 8                | Gipf-Oberfrick       | Gipf-Oberfrick       | 1                | 2                |  |  | 1          | Vordemwald      | 4          | 4          | 5          |  |  |        |            |        |  |
|  | 4                | Münsingen Wölfe      | Münsingen Wölfe      | 4                | 6                |  |  | 4          | Münsingen Wölfe | 7          | 2          | 1          |  |  |        |            |        |  |
|  | 5                | Uttigen Devils       | Uttigen Devils       | 1                | 3                |  |  |            |                 |            |            |            |  |  | 1      | Vordemwald | 2      |  |
|  | 2                | Wimmis               | Wimmis               | 6                | 4                |  |  |            |                 | 2          | Wimmis     | 4          |  |  |        |            |        |  |
|  | 7                | Jet Ginevra          | Jet Ginevra          | 2                | 3                |  |  | 2          | Wimmis          | 1          | 8          | 6          |  |  |        |            |        |  |
|  | 3                | Wolfurt              | Wolfurt              | 10               | 6                |  |  | 3          | Wolfurt         | 2          | 5          | 5          |  |  |        |            |        |  |
|  | 6                | Vordemwald White Sox | Vordemwald White Sox | 0                | 2                |  |  |            |                 |            |            |            |  |  |        |            |        |  |

## Verdetti
| Verdetto                       | Club   |
| ------------------------------ | ------ |
| Promosse in Lega Nazionale A   | Wimmis |
| Retrocesse in Lega Nazionale C | Pully  |